# ТЕС Релізан
ТЕС Релізан – теплова електростанція на північному заході Алжиру у вілаєті Релізан. Знаходиться на північ від однойменного міста, розташованого у міжгірській котловині в хребті Тель-Атлас, у п’ятдесяти кілометрах від узбережжя Середземного моря та у сотні кілометрів на схід від другого за величиною міста країни Орану.
Контракт на спорудження станції у 2007 році отримала компанія Alstom. ТЕС стала однією з ряду об’єктів електроенергетики, які наприкінці 2000-х уряд Алжиру замовив з метою подолання наростаючого енергодефіциту.
Введена в експлуатацію за два роки після замовлення, станція складається із трьох газових турбін Alstom типу GT13E2 потужністю по 155 МВт, втановлених на роботу у відкритому циклу.
Станція споживає природний газ, який надходить по перемичці довжиною 9 км з діаметром 500 мм від газотранспортного коридору Хассі-Р'Мель – Арзу.